# 叙事曲 (肖邦)
弗雷德里克·肖邦共創作了四首敘事曲，皆為單樂章鋼琴獨奏，並需要較高彈奏技術。敘事曲在法文中原本是指謠曲，而蕭邦則是鋼琴敘事曲的首創者。這四首敘事曲被認為是受到亚当·密茨凯维奇詩作的啟發，但源於哪一篇則仍存爭議。在當時，對於蕭邦敘事曲的評價不一，舒曼自然是給予肯定，路德維希·雷爾斯塔布（Ludwig Rellstab）則持相反意見。有人認為蕭邦的敘事曲非常具有「波蘭精神」，是國族的象徵，近代著名作家、鋼琴家查爾斯·羅森則指出，蕭邦敘事曲是「敘事抒情的結合⋯⋯也許是蕭邦最大的成就。」
雖然它們的結構和拍子（
或
）十分類近，內容卻差異甚大。在架構上，蕭邦的敘事曲似是奏鳴曲的變體，帶有特定的不同之處，如將兩段樂曲主題以相反的排列重奏。這種曲式吸引了其他作曲家使用，如李斯特和。
這四首曲也是蕭邦的作品中較著名和較常作表演用途的；而很多著名鋼琴家如阿圖爾·魯賓斯坦、李雲迪也錄製了自己的演奏。

## 第1號敘事曲

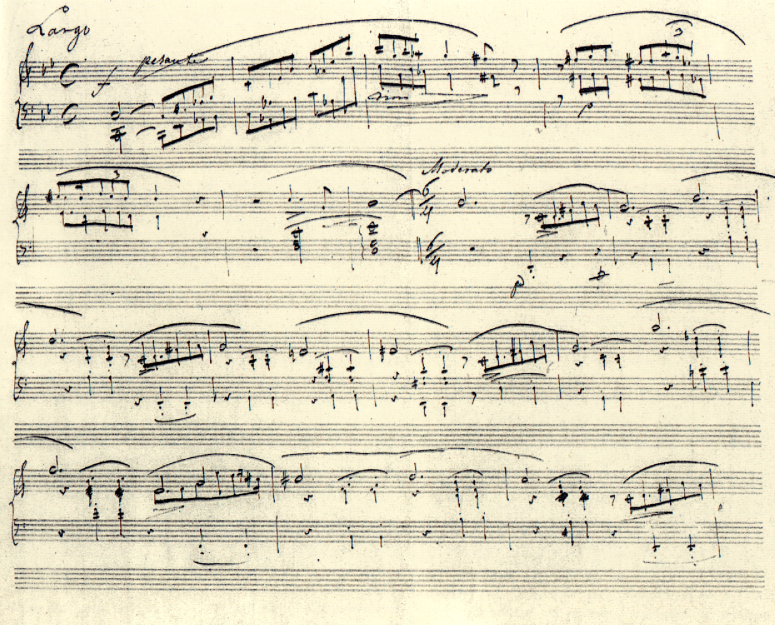
No. 1, Op. 23的開頭

G小調第1號敘事曲，作品23，1831年6月起草於維也納，1835年在巴黎完成。當時是蕭邦早年於維也納生活，受思鄉之苦，適逢波蘭發生十一月起义，因此將感受反映於此曲中。作品題獻與史托克豪森的納撒尼爾（Nathaniel）男爵。
此曲以自由的奏鳴曲式寫成，以拿坡里六和弦為簡短的引子開頭，營造雄偉的氣氛，並以不和諧音作結。左手的D-G-E♭和弦有一段時間未能得到解答，此部分更引起爭議，因此一些樂譜版本採納D-G-D的選奏。然而，此引子並不是像直觀那樣與樂曲主題無關。全曲共有兩個主題，第一主題於引子結束後的第8小節開始，並柔和地於第68小節轉入第二主題。兩個主題轉調後再重複一次，然後第一主題以原來的調出現。最後是帶火的急板（Presto con fuoco）的尾聲，在這裏引子的拿坡里和弦與動態的旋律結合，最後雙手同時奏出一連串的八度音結束整個作品。雖然其餘三首敘事曲皆為
拍，這首曲的引子則為
拍，主要部分為
拍，尾聲為
拍。
羅伯特·舒曼有以下言論：
|                                        | Von Chopin habe ich eine neue Ballade. Sie scheint mir sein genialischstes (nicht genialstes) Werk; auch sagte ich es ihm, daß es mir das Liebste unter allen. Nach einer langen Pause Nachdenken sagte er mit großem Nachdruck – 'das ist mir lieb, auch mir ist es mein liebstes.' 我收到蕭邦新一首敘事曲。雖然它並不是他最為精緻的一首曲，但看來是最能反映他天份的，我告訴他這是他所有的作品中我最喜歡的。過了一段沉寂，他強調：「我很開心聽到這，因為我也最喜歡它。」 |
| ——1836年9月14日，舒曼致Heinrich Dorn信 | |

## 第2號敘事曲

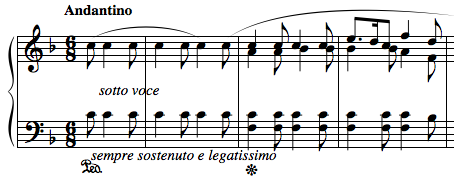
No. 2, Op. 38之開頭

F大調第2號敘事曲，作品38，在1836至1839年分別於法國的諾昂維克和西班牙的馬約卡島創作。1840年出版，獻於羅伯特·舒曼。據傳這曲受亚当·密茨凯维奇詩作Świtezianka的啓發，但這並未得到證實，同時第三首敘事曲也被認為是受此詩啓發。學者路易·艾勒（Louis Ehlert）認為，第2號敘事曲「是蕭邦寫過最動人的故事。」
此曲以雙手的C音寧靜地開始，開首處標示小行板、sotto voce（盡量降低聲音）。然後樂曲在右手重覆的A音轉到下一樂段：A小調的Presto con fuoco（帶火的急板）。之後又短暫地回到第一主題，並作了旋律上的變更。然後第二主題再度出現和加以發展，最後突然在七和弦极强声停止，再以第一主題的旋律以A小調寧靜地完結此曲。

## 第3號敘事曲

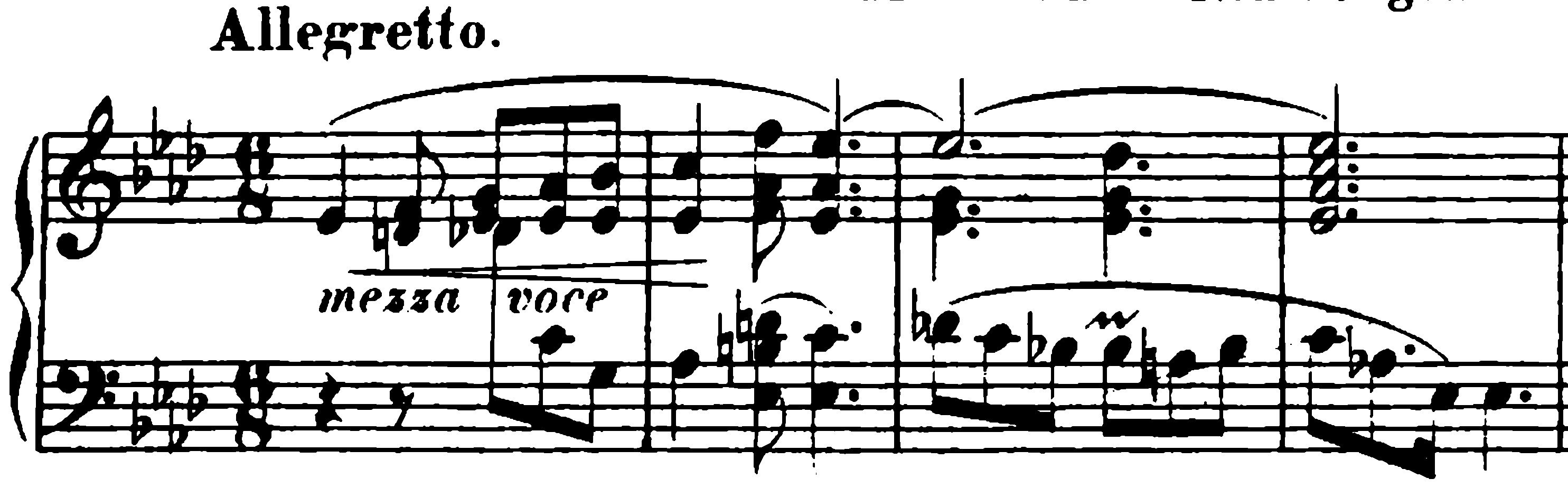
No. 3, Op. 47之開頭

A♭大調第3號敘事曲，作品47，1841年始作，據傳受亚当·密茨凯维奇詩作Undine的啓發，但亦有人認為是Świtezianka。它為A♭大調，稍快板。第3號敘事曲在各方面都有不少轉變，特別是在情緒張力的設計上，不若其他三首強烈。舒曼如此評價：「在這首樂曲當中，應該可以清楚發現一位能夠在法國首都貴族環境中順應生活而充滿洗鍊知性的波蘭人。」
此曲開頭為一與主題關係不大的長引子，註dolce（愜意），但它在之後會重新出現。下一主題以mezza voce（中音量）出現，以交替彈出兩個八度的C音開始。很快它以F小調的樂段代替此主題。此主題及八度音之後以較柔和的形式出現一遍，隨後轉回A♭大調，並展開一段以十六分音符為主的樂段，接著八度音第三次出現時改以A♭音呈現，很快樂曲轉調至C♯小調。曲子最終回到原本的調後不久開頭的引子再次出現，但這次顯得較為渾厚，此時第二次重複主題時曾出現的十六分音符樂段再度出現，最後以四個和弦完結樂曲。

## 第4號敘事曲

No. 4, Op. 52的開頭

F小調第4號敘事曲，作品52，此曲在1842年在法國諾昂維克和巴黎創作，在1843年訂正並出版。題獻予羅斯柴爾德（Rothchild）男爵夫人。根據舒曼的說法，此作是受到亚当·密茨凯维奇詩作The Three Budrys的啓發，該詩講述三兄弟被父親派去尋找寶藏，以及他們偕同三名波蘭的新娘回家的故事。
此曲為F小調，
拍子，註為動態的行板。以形式來看，是結合了奏鳴曲式、變奏曲與輪旋曲的多重結構。在七小節的引子後為第一主題，主題出現四遍後，第二主題開始和它糾纏在一起，樂曲主體以一連串的激昂和弦，然後為五個平靜的和弦作結。主體以後是一段彈得極快、以對位法創作的尾聲。
第4號敘事曲是四首敘事曲中最完整地使用對位法的作品，也被許多鋼琴家視為當中需要最多技術和深刻表達的一首。詹姆斯·胡涅克（James Huneker）特別指出本曲所具有的抒情、內省特質。同時期的作品還有G♭大調即興曲（作品51）、《英雄》波蘭舞曲（作品53）、第4號詼諧曲（作品54）。

## 錄音節選
- 克劳迪奥·阿劳
- 弗拉基米尔·阿什肯纳齐
- 伊曼纽尔·艾克斯
- 阿尔弗雷德·科尔托
- Vladimir Feltmans
- Adam Harasiewicz
- 艾夫根尼·紀新
- Raoul Koczalski
- Nikita Magaloff. . Philips. 456 376.
- 穆雷·佩拉希亚
- Vlado Perlemuter
- 毛里齊奧·波利尼
- 阿图尔·鲁宾斯坦
- 克里斯蒂安·齐默尔曼

## 衍生作品
- 欧仁·伊萨伊曾改編第1號敘事曲作小提琴及鋼琴演奏。

## 大眾文化
- 在電影中男主角藉彈奏蕭邦第1號敘事曲打動人心。此外，第1號敘事曲也出現於其他電影，如《煤氣燈下》，同时在其他影视作品如《四月是你的謊言》中也被引用。

## 參看
- 敘事曲
- 蕭邦作品列表

## 外部連結
- 蕭邦敘事曲：国际乐谱典藏计划上的乐谱
- Musopen上的肖邦敘事曲免费乐谱 （页面存档备份，存于）
- （英文）作品分析（页面存档备份，存于）於Chopin: the poet of the piano（页面存档备份，存于）
- （英文）作品分析、樂譜及MIDI文件
- （英文）No. 3, Op. 47分析及演奏於Chopin Project（页面存档备份，存于）
- 克里斯提安·齊瑪曼之演奏：No. 1  ·  No. 2  ·  No. 3  ·  No. 4 Part 1  ·  No. 4 Part 2
- 阿圖爾·魯賓斯坦之演奏：No. 1  ·  No. 2  ·  No.3  ·  No. 4